# Saint-Vallier (Québec)
Pour les articles homonymes, voir Saint-Vallier.
Saint-Vallier est une municipalité du Québec située dans la MRC de Bellechasse dans la région administrative de Chaudière-Appalaches.

## Toponymie
Elle est nommée en l'honneur de Jean-Baptiste de La Croix de Chevrières de Saint-Vallier (1653-1727), deuxième évêque de Québec et fondateur de l'Hôpital général de Québec.

## Géographie
La rivière Boyer délimite le nord-ouest de la municipalité et se jette dans l'estuaire fluvial
du Saint-Laurent.
La rivière Blanche coule vers le nord-est jusqu'à sa confluence avec la rivière des Mères qui traverse la municipalité du sud-ouest au nord-est et se déverse dans l'anse de Bellechasse.
Le Bras Saint-Michel, qui coule vers le nord-est, délimite le sud-est de la municipalité. 

## Démographie

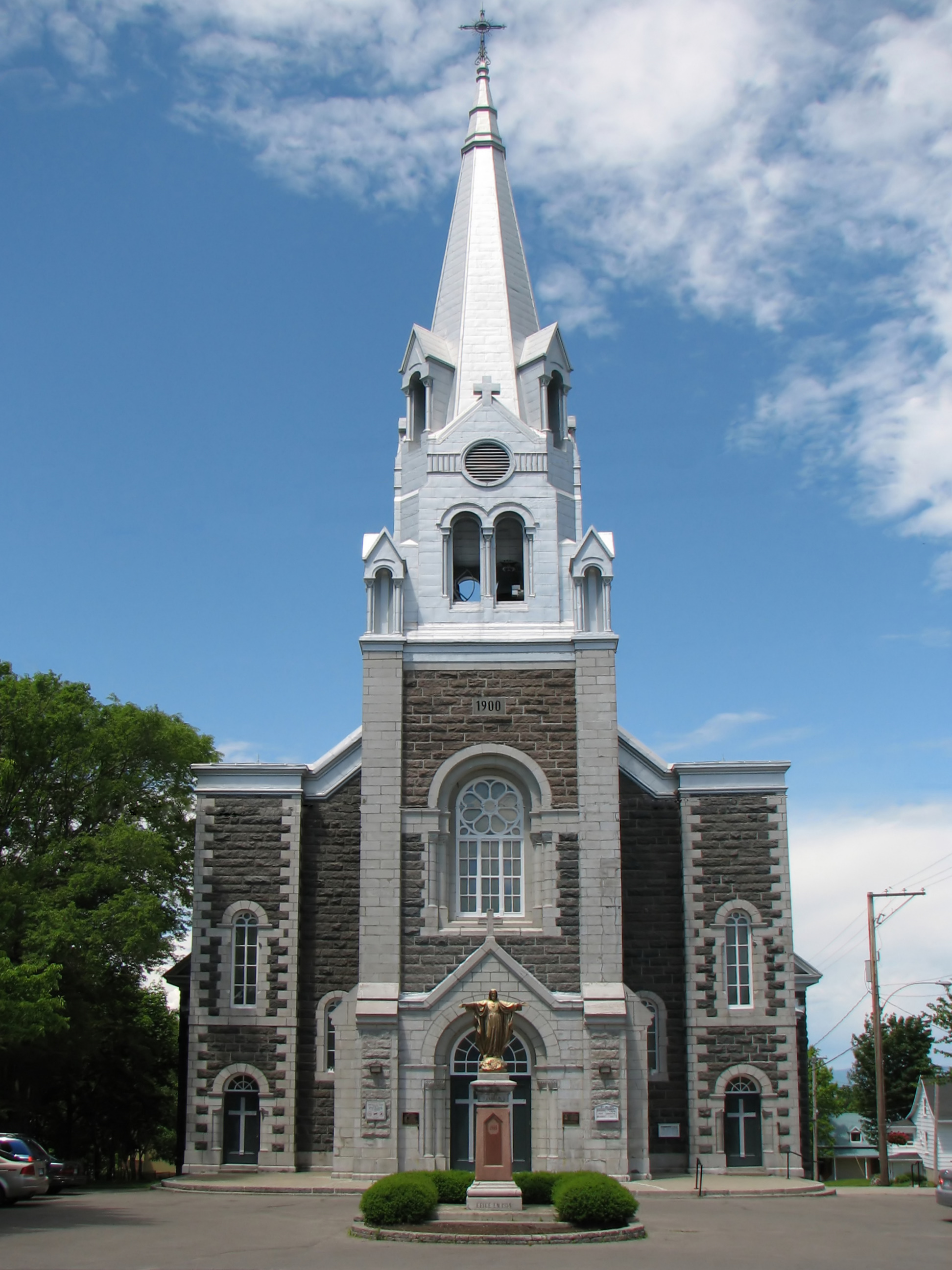
L'église Saint-Philippe et Saint-Jacques.

| 1996  | 2001  | 2006  | 2011  | 2016  | 2021  |
| ----- | ----- | ----- | ----- | ----- | ----- |
| 1 042 | 1 045 | 1 044 | 1 046 | 1 061 | 1 031 |

## Administration
Les élections municipales se font en bloc pour le maire et les six conseillers.
| Saint-Vallier Maires depuis 2005                                                                                     |                   |         |          |
| Élection | Maire             | Qualité | Résultat |
| 2005 | Jean Lemieux      |         | Voir     |
| 2009 | Gilbert Vallières |         | Voir     |
| 2013 | Benoît Tanguay    |         | Voir     |
| 2017 | Christian Lacasse |         | Voir     |
| 2021 | Alain Vallières   |         | Voir     |
| Élection partielle en italique Depuis 2005, les élections sont simultanées dans toutes les municipalités québécoises |                   |         |          |

## Attraits
On retrouve à Saint-Vallier une fromagerie, une boulangerie artisanale, un atelier de poterie, un atelier de joaillerie, un musée des voitures à chevaux, un chantier naval de bateaux de bois et la chasse à l'oie sauvage. Un centre-jardin y est aussi installé depuis plus de 50 ans.
Saint-Vallier fait partie du réseau Les plus beaux villages du Québec.

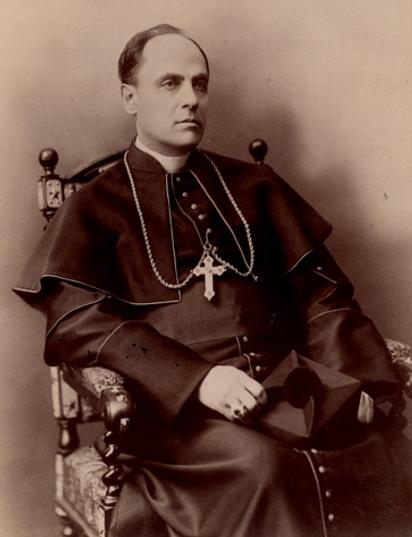
Mgr André-Albert Blais.

La maison du docteur Joseph Côté est classée bien culturel du Québec.

## Personnalités liées à la municipalité
- Marie-Josephte Corriveau (1733-1763), dite La Corriveau, condamnée et exécutée pour meurtre et devenue par la suite personnage du folklore, née à Saint-Vallier.
- Jack Marshall (1877-1965), joueur de hockey sur glace, né à Saint-Vallier.
- André-Albert Blais, évêque de l'Église catholique